# 闻泽
闻泽，字美中，浙江鄞县人，明朝政治人物。

## 生平
出身浙江鄞县（今属宁波市海曙区）世家，世居石马塘。是尚书闻渊的从弟，祖父闻璋。从孙闻龙，明朝茶学家。正德五年庚午科舉人，九年（1514年）甲戌科，登二甲122名进士。历官兵部主事、江西布政司参议，曾因直谏明武宗南巡不可而受廷杖。其为官忠勤，告老还乡后，居家孝友，乡人皆谓其有家传美德。